# Bessa palpalis
Bessa palpalis är en tvåvingeart som beskrevs av Robineau-desvoidy 1863. Bessa palpalis ingår i släktet Bessa och familjen parasitflugor.
Artens utbredningsområde är Frankrike. Inga underarter finns listade i Catalogue of Life.